# Ernest Peterly
Ernest Peterly (1 de gener de 1892 - desembre de 1955) fou un futbolista suís que va jugar com a migcampista. Va passar tota la seva carrera jugant amb l'SC Brühl a Suïssa i l'Internazionale a Itàlia, equip amb el qual va guanyar el Campionat italià de futbol de 1909–10, sent-ne el màxim golejador. També va guanyar la Sèrie A suïssa de 1914–15 amb l'SC Brühl, ajudant al club a guanyar el seu primer trofeu de la història.
Peterly també va ser un internacional amb Suïssa, i va representar el seu país cinc vegades entre 1913 i 1918.

## Palmarès
Internacional
- Campionat italià de futbol: 1909–10

SC Brühl
- Sèrie A suïssa: 1914–15

Individual
- Capocannoniere: 1909–10